# Оттль, Андреас
А́ндреас Оттль (нем. Andreas Ottl; 1 марта 1985, Мюнхен, ФРГ) — немецкий футболист, опорный полузащитник. Выступал за молодёжную сборную Германии. Оттль универсальный игрок, он может сыграть на различных позициях в середине поля, также может сыграть на позиции защитника.

## Карьера
Оттль начал заниматься футболом в мюнхенском клубе «СФ Норд Лерхенау». С 1996 года он играет за различные команды мюнхенской «Баварии». В 2002 году Hermann Gerland, тренер резервистов «Баварии» отправил Андреаса играть в Регионаллигу (третий дивизион). Так как Оттль стал одним из ключевых игроков команды третьего дивизиона, он получил шанс сыграть за первую команду. Андреас подписал профессиональный контракт с «Баварией» 1 июля 2005 года. Разносторонний опорный полузащитник продолжал набираться опыта во второй команде, где он был игроком основы. В 2004 году вместе со второй командой стал победителем 3 лиги (Юг).
2 января 2010 года Оттль перешёл, на правах аренды, в клуб «Нюрнберг».
21 мая 2011 года подписал контракт с немецким клубом «Герта».
9 июля 2012 года Оттль подписал 2-летний контракт с «Аугсбургом».

## Статистика
Отредактировано по состоянию на 9 июля 2012 года
| Клуб             | Сезон            | Лига | Лига  | Кубок | Кубок | Еврокубки | Еврокубки | Всего | Всего |
| Клуб             | Сезон            | Игры | Голов | Игры  | Голов | Игры      | Голов     | Игры  | Голов |
| ---------------- | ---------------- | ---- | ----- | ----- | ----- | --------- | --------- | ----- | ----- |
| Бавария          | 2005/06          | 8    | 1     | 2     | 1     | 0         | 0         | 10    | 2     |
| Бавария          | 2006/07          | 24   | 1     | 2     | 1     | 7         | 0         | 33    | 2     |
| Бавария          | 2007/08          | 19   | 3     | 3     | 0     | 8         | 0         | 30    | 3     |
| Бавария          | 2008/09          | 18   | 0     | 5     | 0     | 6         | 0         | 29    | 0     |
| Бавария          | 2009/10          | 4    | 0     | 1     | 0     | 4         | 0         | 9     | 0     |
| Нюрнберг         | 2009/10          | 17   | 0     | 0     | 0     | 0         | 0         | 17    | 1     |
| Бавария          | 2010/11          | 15   | 0     | 3     | 1     | 3         | 0         | 21    | 1     |
| Герта            | 2011/12          | 26   | 0     | 2     | 1     | 0         | 0         | 28    | 1     |
| Аугсбург         | 2012/13          | 0    | 0     | 0     | 0     | 0         | 0         | 0     | 0     |
| Всего за карьеру | Всего за карьеру | 131  | 5     | 18    | 4     | 28        | 0         | 177   | 10    |

## Достижения
Молодёжные команды «Баварии» (Мюнхен)
- Чемпион Германии среди юношей до 17 лет (1): 2001
- Чемпион Германии среди юношей до 19 лет (2): 2002, 2004

 «Бавария II»
- Победитель Регионаллиги «Юг» (1): 2004

 Бавария (Мюнхен)
- Чемпион Германии (2): 2005/06, 2007/08
- Обладатель кубка Германии (2): 2005/06, 2007/08
- Обладатель кубка немецкой лиги (1): 2007